# Dunja Kreiser

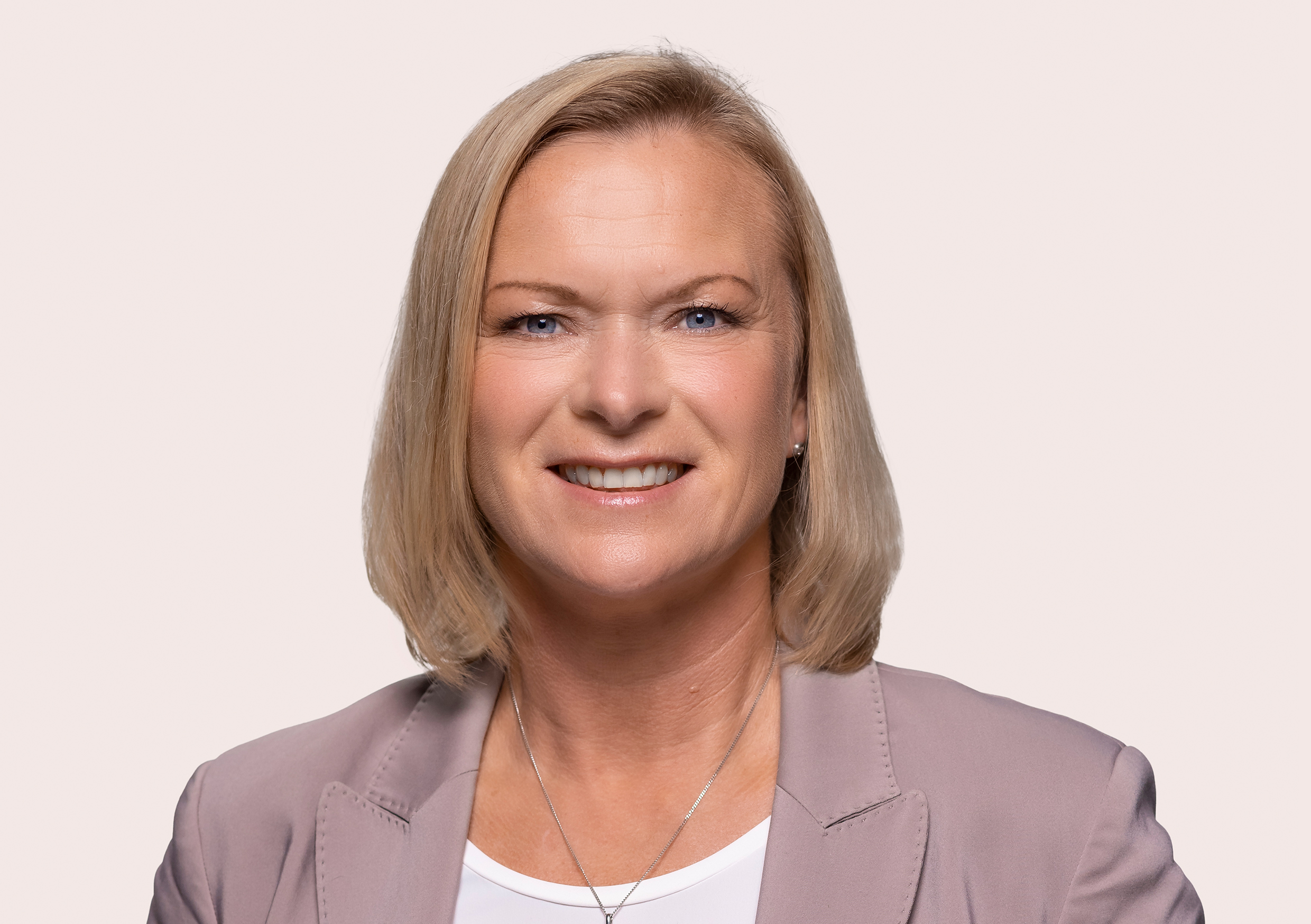
Dunja Kreiser (2021)

Dunja Eleonore Angelika Kreiser (* 27. Juni 1971 in Wolfenbüttel) ist eine deutsche Politikerin der Sozialdemokratischen Partei Deutschlands (SPD). Seit dem 26. Oktober 2021 ist sie Mitglied des 20. Deutschen Bundestages. Zuvor war sie von November 2017 bis November 2021 Mitglied des Niedersächsischen Landtages.

## Leben
In den Jahren 1987 bis 1990 absolvierte Kreiser ihre Ausbildung zur Ver- und Entsorgerin. Kreiser war als Abwassermeisterin bei der Stadt Wolfenbüttel tätig, bis sie bei der Landtagswahl 2017 für den Wahlkreis Wolfenbüttel-Nord in den Niedersächsischen Landtag gewählt wurde.
Kreiser ist verheiratet und hat ein Kind. Sie ist evangelischer Konfession.

## Abgeordnete
Bei der Bundestagswahl 2021 trat Dunja Kreiser als Direktkandidatin im Wahlkreis Salzgitter – Wolfenbüttel und auf Platz 12 der SPD-Landesliste an. Sie konnte ihren Wahlkreis mit 38,6 % der Erststimmen gewinnen. Daraufhin legte sie ihr Landtagsmandat nieder. Für sie rückte Maximilian Schmidt in den Landtag nach.
Im Bundestag ist Kreiser ordentliches Mitglied im Ausschuss für Inneres und Heimat und im Ausschuss für Umwelt, Naturschutz, nukleare Sicherheit und Verbraucherschutz. Zudem gehört sie als stellvertretendes Mitglied dem Sportausschuss und dem Wirtschaftsausschuss an.